# Roberto Fico
Roberto Fico (* 10. října 1974 Neapol) je italský politik, člen Hnutí pěti hvězd. Od parlamentních voleb v roce 2013 je poslancem italské poslanecké sněmovny. Po parlamentních volbách v březnu 2018, kdy byl znovuzvolen, byl následně 24. března 2018 odhlasován za předsedu sněmovny. Kromě Hnutí pěti hvězd pro něj hlasovali i poslanci Ligy Severu, Vzhůru Itálie a Bratři Itálie.
Narodil se v Neapoli v roce 1974 a v roce 2001 dokončil studium komunikačních studií na Terstské univerzitě. Před vstupem do politiky vystřídal řadu různých povolání.